# NGC 4237
NGC 4237 is een balkspiraalstelsel in het sterrenbeeld Hoofdhaar. Het hemelobject werd op 30 december 1783 ontdekt door de Duits-Britse astronoom William Herschel.

## Synoniemen
- UGC 7315
- MCG 3-31-91
- ZWG 98.130
- VCC 226
- IRAS 12146+1536
- PGC 39393